# Attentati di Beirut del 12 novembre 2015
Gli attentati di Beirut del 12 novembre 2015 sono stati due attacchi suicidi di matrice terroristica sferrati presso Bourj el-Barajneh, a sud della capitale libanese, in una zona abitata principalmente da musulmani sciiti. I morti sono stati, a seconda delle diverse fonti, tra i 37 e i 43. Gli attentati sono stati rivendicati dall'ISIS.

## Gli attentati
La prima bomba è stata fatta esplodere davanti a una moschea sciita. La seconda è esplosa tra i cinque e i sette minuti dopo all'interno di un forno, situato ad una ventina di metri dalla moschea, colpendo principalmente i passanti accorsi per offrire i primi aiuti alle vittime della prima bomba. Un potenziale terzo terrorista è stato trovato morto nelle immediate vicinanze, probabilmente ucciso dalla seconda detonazione.